# Kuo Cheng-wei
Kuo Chang-wei (né le 9 novembre 1983) est un archer taïwanais. Il possède plusieurs podiums aux championnats du monde de tir à l'arc.

## Biographie
Kuo Cheng-wei fait ses débuts au tir à l'arc en 2000. Ses premières compétitions internationales ont lieu en 2004. Son premier podium mondial est en 2007, alors qu'il remporte le bronze dans l'épreuve par équipe à Leipzig. En 2013 et 2015, il remporte des médailles de tir à l'arc classique par équipe mixte ou homme lors des championnats du monde.

## Palmarès
- Jeux olympiques
  - 19e à l'individuel homme aux Jeux olympiques d'été de 2008
  - 7e à l'épreuve par équipe homme aux Jeux olympiques d'été de 2008
  - 8e à l'individuel homme aux Jeux olympiques d'été de 2012
  - 9e à l'épreuve par équipe homme aux Jeux olympiques d'été de 2012

- Championnats du monde[1]
  -  Médaille de bronze à l'épreuve par équipe homme aux championnats du monde 2007 à Leipzig (avec Liu Ming-huang et Wang Cheng-pang).
  -  Médaille de bronze à l'épreuve par équipe mixte aux championnats du monde 2013 à Belek (avec Tan Ya-ting).
  -  Médaille d'argent à l'épreuve par équipe aux championnats du monde 2015 à Copenhague (avec Lin Shih-chia).
  -  Médaille de bronze à l'épreuve par équipe homme aux championnats du monde 2015 à Copenhague (avec Wang Hou-chieh et Yu Guan-lin).

- Coupe du monde[1]
  -  Médaille d'argent à l'individuel homme à la coupe du monde 2007 de Ulsan.
  -  Médaille d'argent à l'individuel homme à la coupe du monde 2008 de Saint-Domingue.
  -  Médaille d'or à l'épreuve par équipe homme à la coupe du monde 2008 de Saint-Domingue.
  -  Médaille d'or à l'épreuve par équipe homme à la coupe du monde 2008 de Porec.
  -  Médaille de bronze à l'épreuve par équipe homme à la coupe du monde 2008 de Antalya.
  -  Médaille d'or à l'équipe par équipe mixte à la coupe du monde 2012 de Shanghai.

- Universiade
  -  Médaille d'argent à l'épreuve par équipe homme aux Universiade d'été de 2009 à Belgrade.

- Jeux asiatiques[1]
  -  Médaille de bronze à l'individuel homme aux Jeux asiatiques 2014 de Incheon.

- Championnat d'Asie[1]
  -  Médaille d'argent à l'épreuve par équipe homme aux 14e championnats d'Asie.
  -  Médaille d'or à l'épreuve individuelle homme aux championnats du monde 2009 à Denpasar.
  -  Médaille de bronze à l'épreuve par équipe homme aux championnats du monde 2009 à Denpasar.
  -  Médaille de bronze à l'épreuve par équipe mixte aux championnats d'Asie de 2013.
  -  Médaille de bronze à l'épreuve par équipe homme aux championnats d'Asie de 2013.